# Dominio (virología)

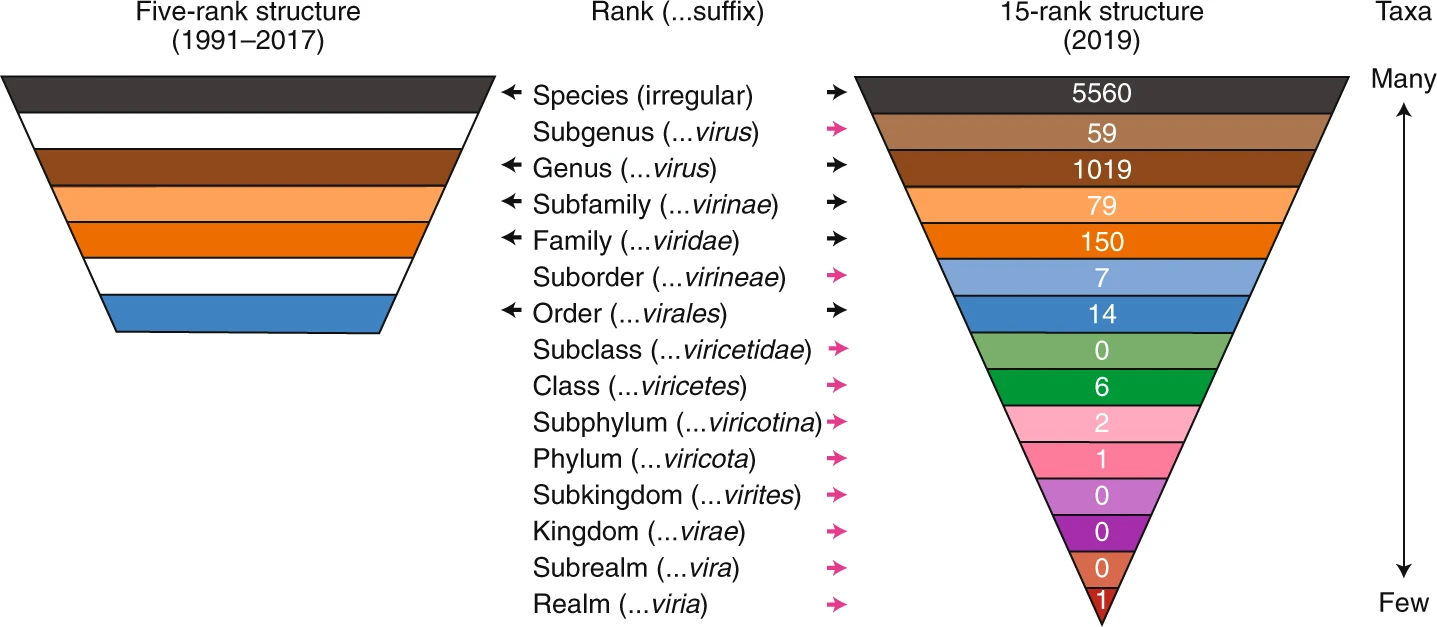
Comparación entre la clasificación de cinco rangos del ICTV (1991-2017) y la de quince rangos (a partir de 2019).

En virología, el dominio (en inglés, realm) es el rango taxonómico más alto según la clasificación del Comité Internacional de Taxonomía de Virus (ICTV). Recibe la terminación -viria para los virus, -viroidia para los viroides y -satellitia para los virus satélite.

## Taxonomía
En la actualización del 2020 existen seis dominios de virus: Riboviria, Varidnaviria, Monodnaviria, Duplodnaviria, Adnaviria y Ribozyviria.